# Central (Gana)
Central é uma região de Gana. Sua capital é a cidade de Cape Coast.

## Distritos
- Abura/Asebu/Kwamankese
- Agona
- Ajumako/Enyan/Essiam
- Asikuma/Odoben/Brakwa
- Assin do Norte
- Assin do Sul
- Awutu/Effutu/Senya
- Cape Coast Municipal
- Gomoa
- Komenda/Edina/Eguafo/Abirem
- Mfantsiman
- Twifo/Heman/Lower Denkyira
- Alto Denkyira

## Demografia
| 1960    | 1970    | 1984      | 2000      | 2010      |
| 751.392 | 890.135 | 1.142.335 | 1.593.823 | 2.201.863 |